# Carl Fredric von Breda
Carl Fredric von Breda, född 16 augusti 1759 i Stockholm, död 1 december 1818 i samma stad, var en svensk målare.
von Breda var son till Lucas von Breda och far till konstnärerna Adolph och Johan Fredrik von Breda. Han är mest känd som porträttmålare. Större delen av sitt yrkesverksamma liv tillbringade han i Storbritannien, till dess att han blev kallade som hovmålare. Sin utbildning fick von Breda i England under Joshua Reynolds. von Breda specialiserade sig på porträttmåleri, och kallades ofta för "Den svenske van Dyck". von Breda återvände till Sverige 1796 och blev professor vid Konstakademien. Han hade dessutom gift sig vid 22 års ålder och hans son, Johan Fredrik, blev även han målare.

## Tidiga åren
Familjen "von Bredas" namn kan kanske kopplas samman med staden Breda i Nederländerna. Bredas gammelfarfar Pieter von Breda emigrerade till Sverige och Stockholm under 1670-talet. Hans son Lukas  (Carl Fredric von Bredas farfar, 1676–1752) var en framgångsrik målare. Hans son Lucas var "skiljedomare vid skeppsbrott", som också samlade på konst. Bredas far Lucas gifte sig med Johanna Cornelia Piper och de fick tillsammans 5 barn; Carl föddes den 16 augusti 1759 och fick för sin tid en ordentlig utbildning och kunde vid 19 års ålder börja vid Akademien för de fria konsterna.
Under sin studietid vid Konstakademien studerade Carl Fredric von Breda både historiskt måleri och porträttmåleri. Lorens Pasch d.y. var Bredas lärare, och denna influens syns tydligt i Bredas tidiga verk, särskilt i färgsättningen. 1780 vann Breda sitt första konstnärspris, och 1784 ställde han ut 19 målningar vid Konstakademien, samma år målade han sitt första kungliga porträtt, det av hertiginnan Hedvig Elisabet Charlotta av Holstein-Gottorp, Hertig Karls fru, och svägerska till kung Gustav III. Han fick i sinom tid även måla av den unge kronprinsen Gustav Adolf, samt Gustaf III.
1786 deltog Breda i en tävling i historiskt måleri som akademien anordnade, Bredas bidrag var på temat Meleagros, den grekiske prinsen. Breda förlorade dock till Jonas Åkerström. Breda gifte sig redan vid 22 års ålder, och istället för den vanliga konstnärsresan till Paris och Rom, valde han London, dit familjen kunde följa honom. I London föddes Bredas son Johan Fredrik von Breda år 1788.

## Storbritannien
I England kunde Breda studera andra framstående konstnärers verk, samtidigt som han kunde studera för Joshua Reynolds. Reynolds inspirerade Breda, och hans stil förändrades avsevärt, därigenom har Reynolds varit källan till många svenska konstnärers stil och uttryck. 1791 blev han invald i den Kungliga Akademien för de fria konsterna.
Breda installerade sig i en ateljé i London som låg på St. James Street, och han blev snabbt en populär porträttmålare. En av de många han avporträtterade var den engelske abolitionisten Thomas Clarkson, James Ramsay, James Watt och Matthey Boulton.

## Återkomst till Sverige

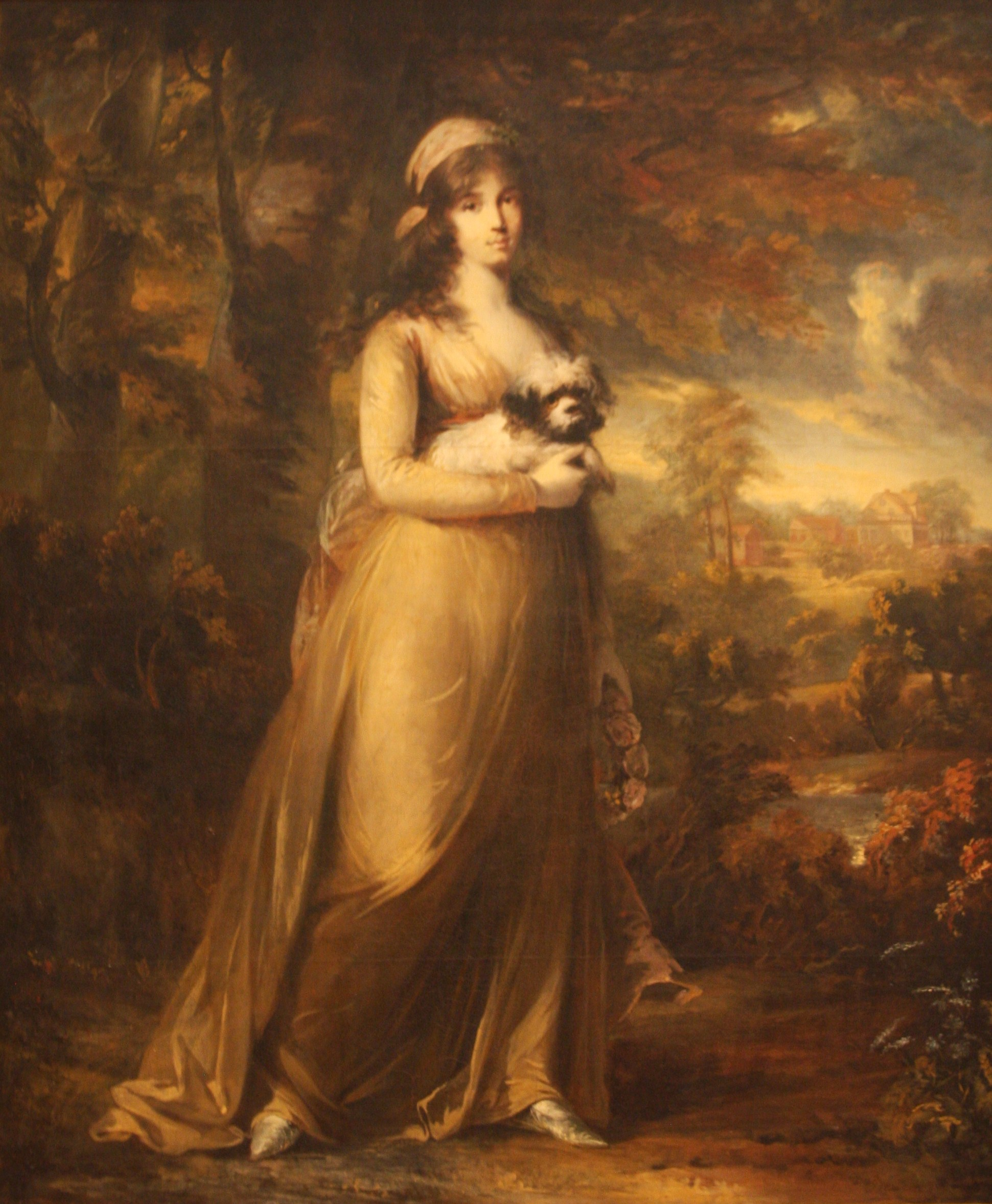
Teresa Vandoni, 1797. Nationalmuseum, Stockholm.

Breda återvände till Sverige och Stockholm 1796. Han blev omgående professor och lärare vid akademien och snart också en uppskattad porträttmålare. Enligt Asplund vad hans "starka friska penseldrag, som han lärde sig i England, väldigt uppskattade i Sverige", och några av hans bästa porträtt målades 1797 och 1798. Med bleka ansikten mot blodfärgade ovädershimlar återgav Breda romantikens nya människotyp. Han porträtterade bland annat fadern Lucas, Nils von Rosenstein.
År 1797 målade han en firad italiensk sångerska och aktris, som var på gästspel i Stockholm. Det är helfigursporträtt av Teresa Vandoni, som var på promenad i en vildvuxen park i höstfärger, vilket ansågs särskilt stämningsskapande. Sedan gammalt hade denna miljö av bakgrundskulisser ingått i porträttkonstens repertoar. Bakgrunden i detta artificiella landskap är det som finns  i nuvarande Bellevueparken. Madame Vandoni kanske hade en beundrare som bodde där, eller kanske är det välkända landmärket infogat som ett begrepp av pittoresk naturskönhet. Porträttet är ansett som hans främsta verk och ger med damen vandrande i sin antikiserande dräkt i ett romantiskt parklandskap en antydan om de huvudströmningar som inledde det nya seklet.
Enligt Asplund så blev Bredas porträtt mer monotona ju längre han stannade i Sverige. Han ärvde sin fars hus och konstsamling, och hans hem blev ett av Stockholms kulturella mötesplatser. Breda lärde ut sina kunskaper till studenter vid Akademien och även till sin son; han var känd som en sympatisk och vänlig lärare.
Breda fick även många officiella beställningar, efter statskuppen 1809 målade han ett flertal målningar för Riksdagen och de fyra stånden, och 1812 blev han adlad, med namnet "von Breda". Den politiska situationen under det tidiga 1800-talet gjorde att vissa av hans målningar aldrig blev färdiga, som hans målning "Gustav IV Adolfs kröning", som han fick en beställning på år 1800, men som ännu 1809 var ofullbordad.
En liknande beställning var "Karl XIIIs kröning" som även den blev försenad då Breda fick flytta in i Sergelhuset efter Johan Tobias Sergel, men redan efter två år tvingades han lämna plats för Johan Niclas Byström. Detta ledde till att alla arbeten fick läggas på hyllan, och när han ytterligare två år senare ville avsluta den var den irreparabelt skadad. Riksdagen vägrade skjuta till pengar för en ny målning, och Breda dog bara dagar senare den 1 december 1818. Hans son Johan Fredrik fortsatte som målare fram till sin egen död 1835.
Idag hänger von Bredas verk på museer såsom National Portrait Gallery i London, på National Gallery of Art i Washington, D.C. på det finska Ateneum i Helsingfors, och i Stockholm på Nationalmuseum, Nordiska museet, Göteborgs konstmuseum, Uppsala universitetsbibliotek, Lunds universitetsbibliotek, Norrköpings konstmuseum  och på Konstakademien.

## Verk

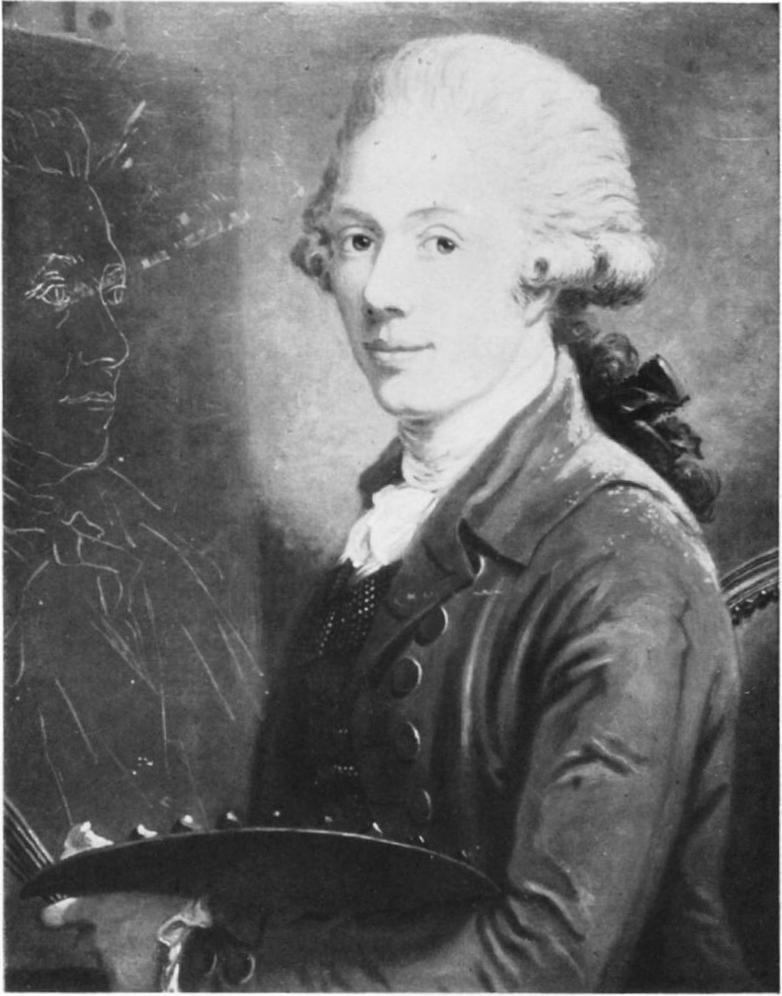
Självporträtt (1787)
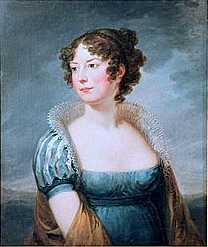
Sophie Piper
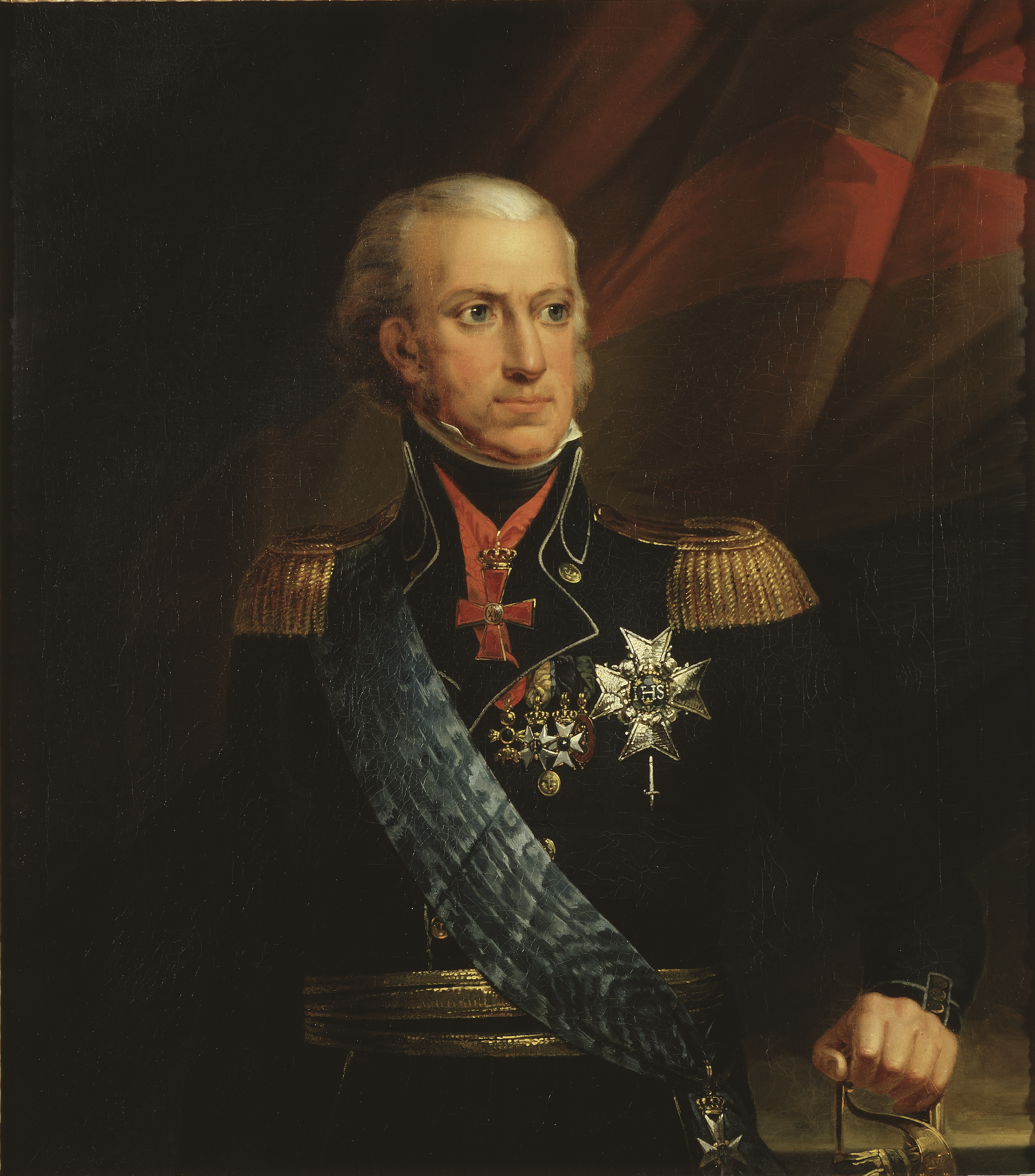
Karl XIII
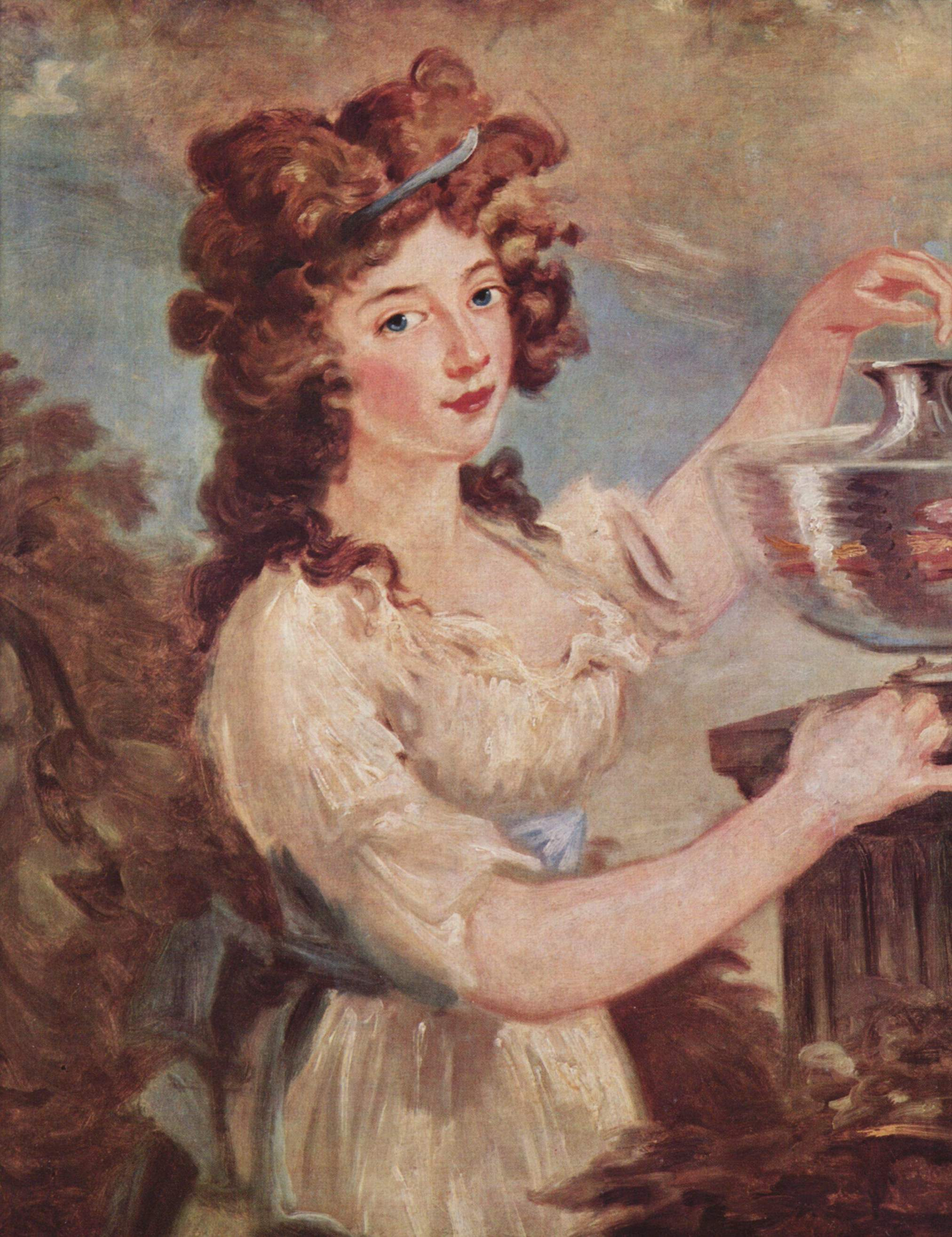
Flicka med guldfisk
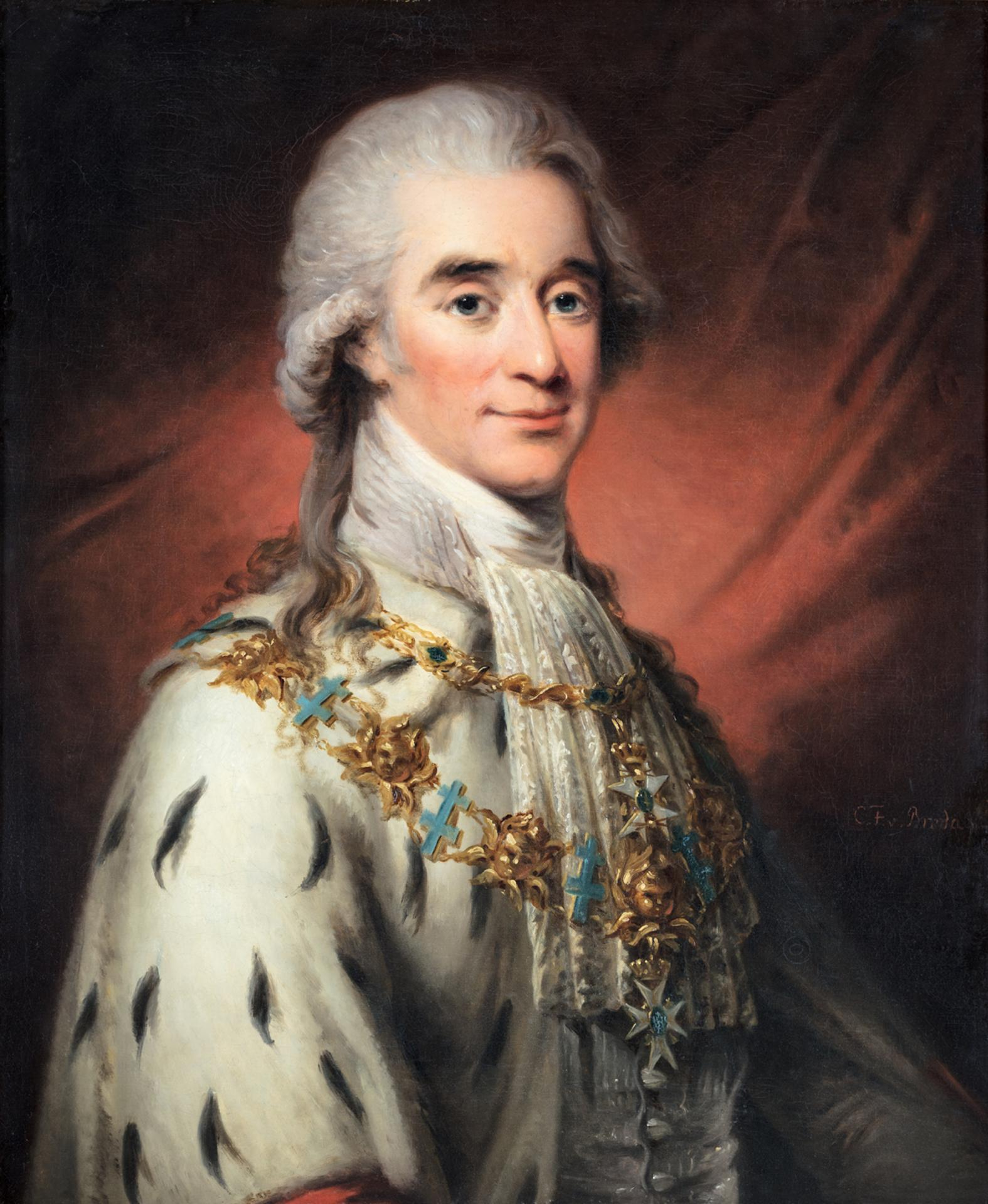
Axel von Fersen d.y.
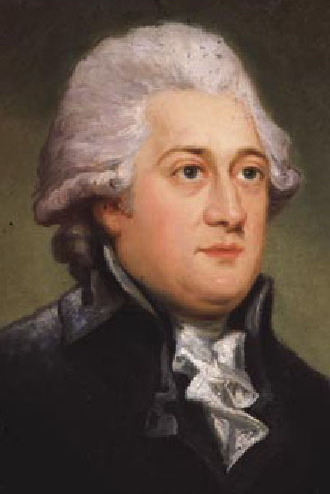
1788 Porträtt av Thomas Clarkson
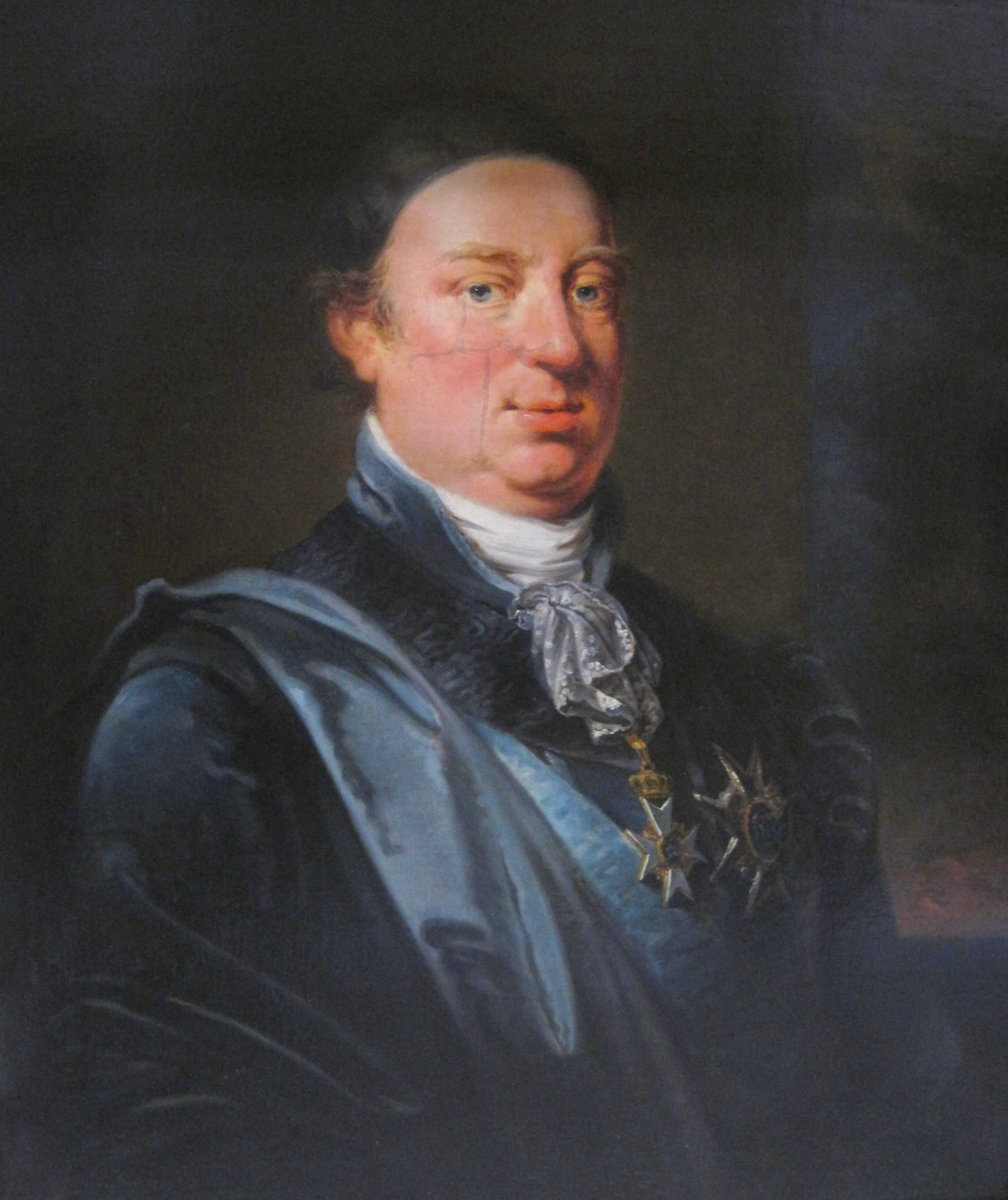
Riksdrotsen Carl Axel Trolle-Wachtmeister
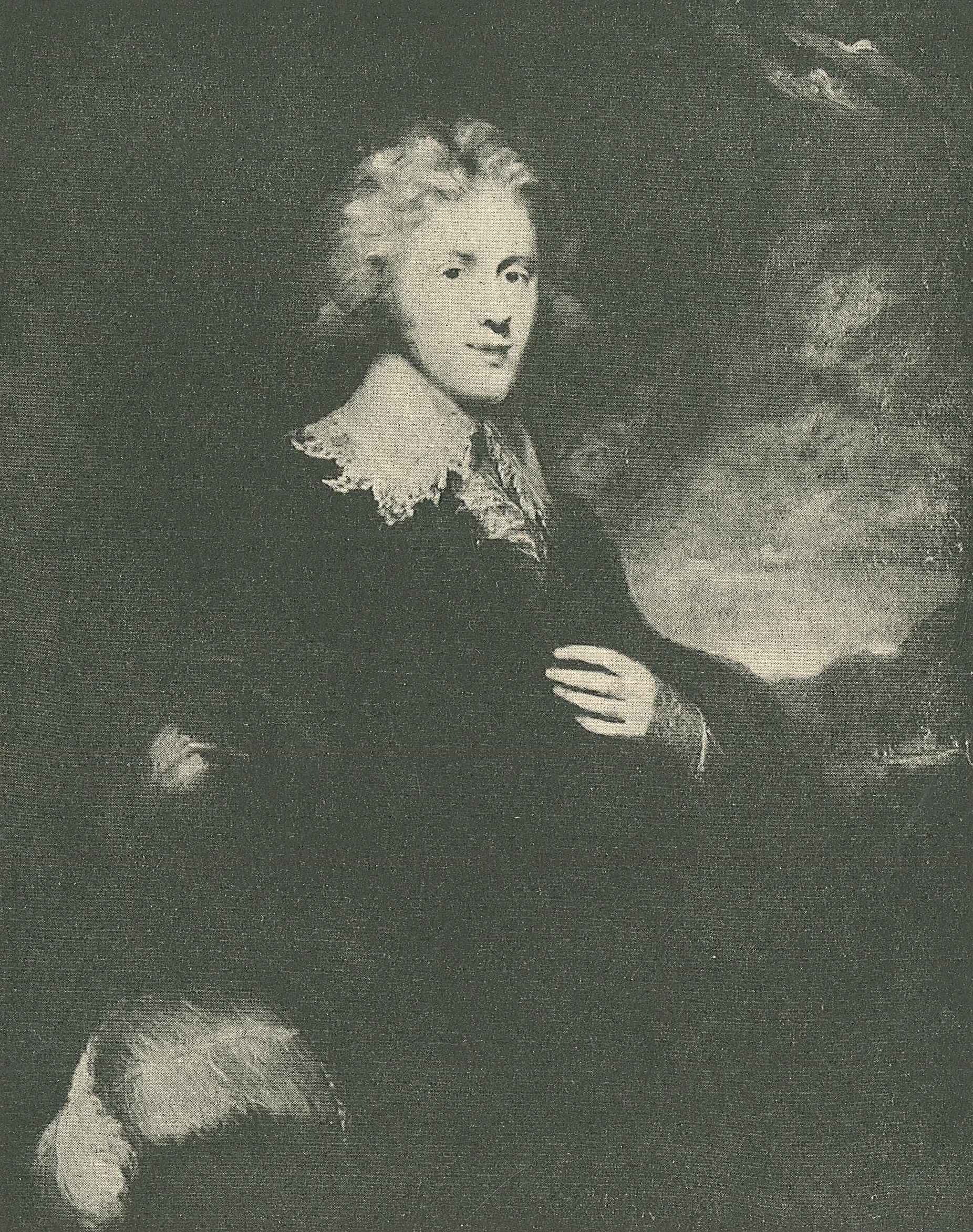
Greve Gustaf Trolle-Bonde som ung.
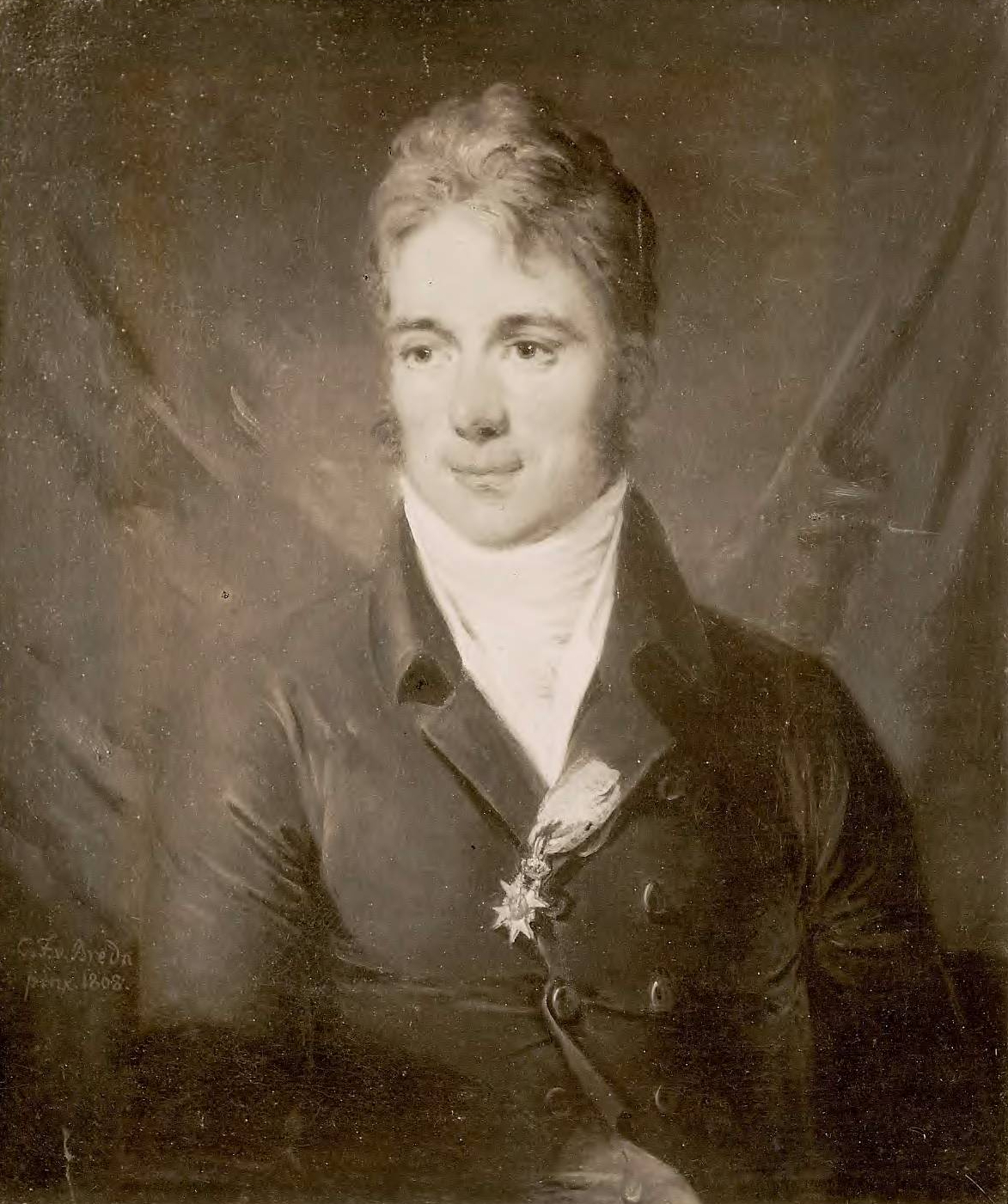
Greve Gustaf Klingspor (1808)
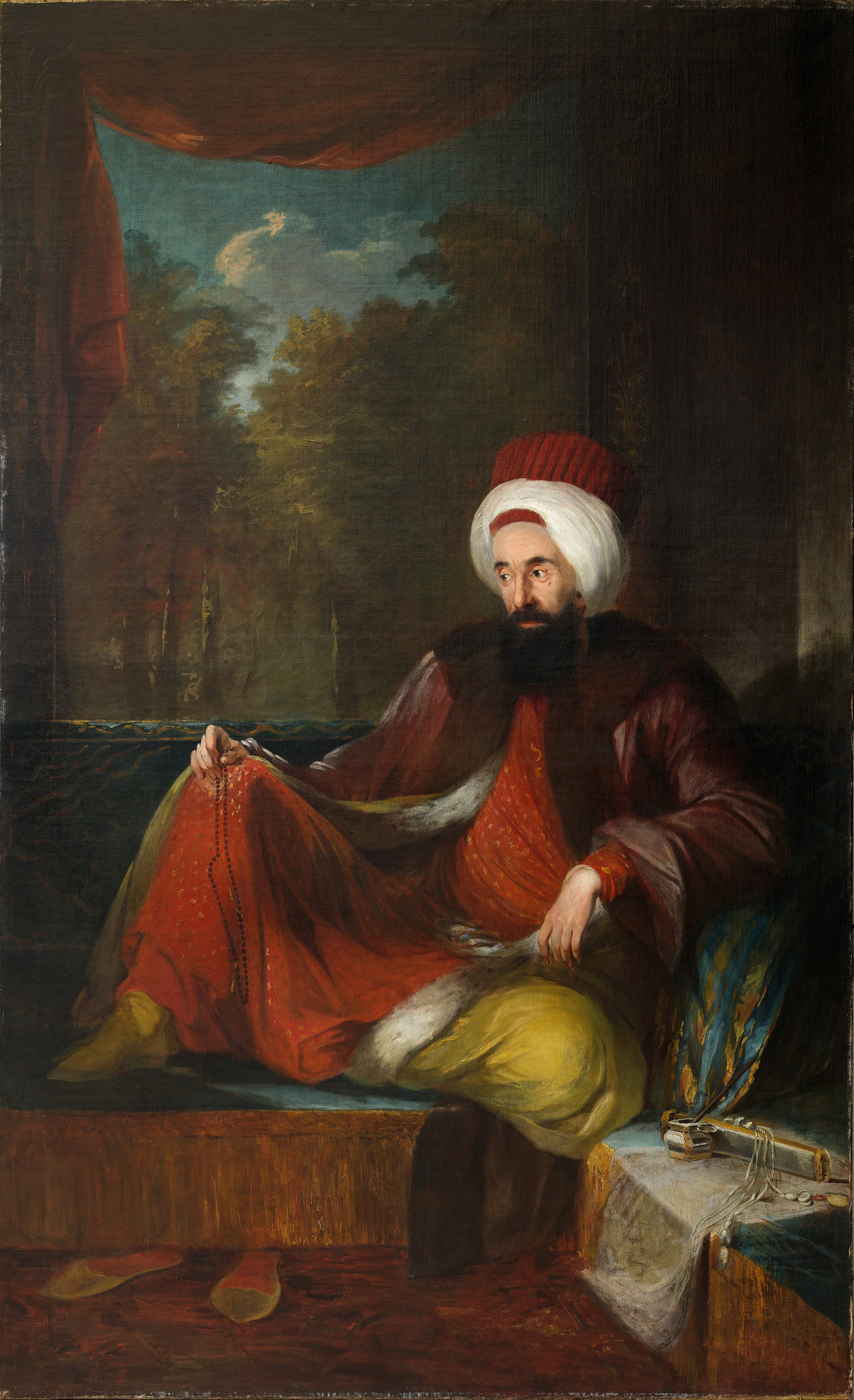
Yusuf Agah Efendi